# Montgomery Scott
Pour les articles homonymes, voir Scott et Scotty.
Montgomery Scott, surnommé Scotty, est un personnage de fiction de Star Trek, et plus particulièrement de la série originale, interprété par James Doohan.

## Biographie fictive
Montgomery Scott est l'ingénieur en chef de l'Enterprise (NCC-1701). Il est écossais.
Né en 2222, Scott commence sa carrière d'ingénieur spatial en 2241. Il sert à bord de onze vaisseaux avant d'être promu en 2265 ingénieur en chef de l'Enterprise.
En raison de sa position d'ingénieur en chef, il parvient toujours à régler les problèmes et à réparer les nombreuses avaries du vaisseau dans le temps imparti. Son truc pour épater le capitaine Kirk : il donne un temps de réparation plus long que celui dont il a besoin en réalité.
Scotty a deux centres d'intérêt : son Enterprise et le whisky. L'alcool est parfois un atout pour faire rouler sous la table un indésirable : un breuvage, dont on sait seulement qu'il est « vert », permet à Scotty de se débarrasser d'un Kelvan . Parfois, l'abus de boisson lui sert de prétexte pour se bagarrer avec des Klingons, surtout quand ils osent insulter l'Enterprise .
En 2271, Scotty a supervisé la remise en état de l'Enterprise , et fait partie de l'équipage lorsque l'Enterprise affronte Khan Noonien Singh (Ricardo Montalbán). Après que Scotty ait été promu capitaine du génie de l'USS Excelsior , il sabote le nouveau navire et aide Kirk à voler le vaisseau  Enterprise  pour sauver Spock. Scotty rejoint l'équipage de Kirk à bord du USS Enterprise-A ,Il aide Kirk, Spock et le Dr Leonard McCoy (DeForest Kelley) à s'échapper de la prison militaire Rura Penthe et reprend l'Enterprise. Scotty tue le colonel West (René Auberjonois) avant que ce dernier ne puisse assassiner le président de la Fédération (Kurtwood Smith) . Scotty rejoint Kirk et Pavel Chekov (Walter Koenig) pour le voyage inaugural de l'USS Enterprise-B , sauvant le vaisseau grâce à son expertise technique.
En 2295, le capitaine Scott prend sa retraite à 72 ans. À bord du vaisseau-cargo Jenolen, en route pour sa résidence de retraite, l'ingénieur se réfugie dans le tampon d'un téléporteur afin d'échapper à un danger. 75 ans plus tard, en 2369, il est recueilli par le capitaine Jean-Luc Picard et les membres de l'Enterprise (NCC-1701-D) . À cette occasion, il pense que Kirk est toujours vivant et à la tête du vaisseau.
C'est dans ce même épisode que lors d'une visite au salon des officiers où Data tient office de barman que Scotty demande à boire autre chose que de l'alcool synthétique. Data lui sert alors un breuvage et lorsque Scotty lui demande de quoi il s'agit, Data répond « C'est vert » (« it's green ») ,  créant ainsi un moment humoristique.

## Star Trek la nouvelle équipe
Scotty se voit redonner vie sous les traits de l'acteur britannique Simon Pegg à partir de 2009, dans cette nouvelle version sur grand écran, qui réunit la première équipe de l'Enterprise. Le premier film est Star Trek en 2009 réalisé par J. J. Abrams, suivi de Star Trek Into Darkness  en 2013 du même réalisateur, Star Trek : Sans limites en 2016 réalisé par Justin Lin et Star Trek 4 qui est en préproduction.